# Bonassola
Bonassola is een gemeente in de Italiaanse provincie La Spezia (regio Ligurië) en telt 945 inwoners (31-12-2004). De oppervlakte bedraagt 9,3 km², de bevolkingsdichtheid is 108 inwoners per km².
De volgende frazioni maken deel uit van de gemeente: Montaretto, Costella, Serra, Scernio, San Giorgio.

## Demografie
Bonassola telt ongeveer 485 huishoudens. Het aantal inwoners daalde in de periode 1991-2001 met 9,1% volgens cijfers uit de tienjaarlijkse volkstellingen van ISTAT.
| Jaar | Inwoneraantal |
| ---- | ------------- |
| 1991 | 1071          |
| 2001 | 974           |

## Geografie
Bonassola grenst aan de volgende gemeenten: Framura, Levanto.

## Externe links

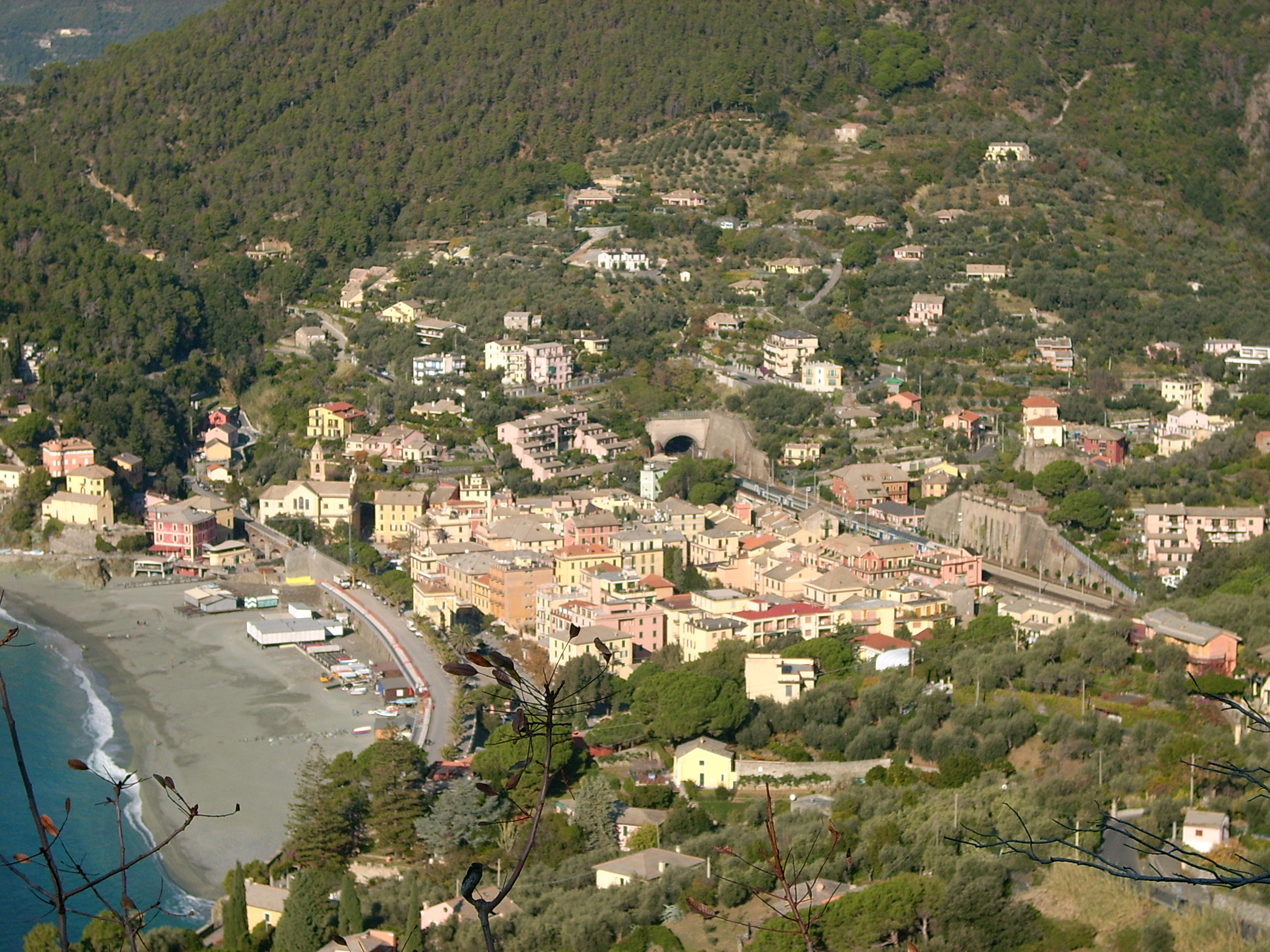
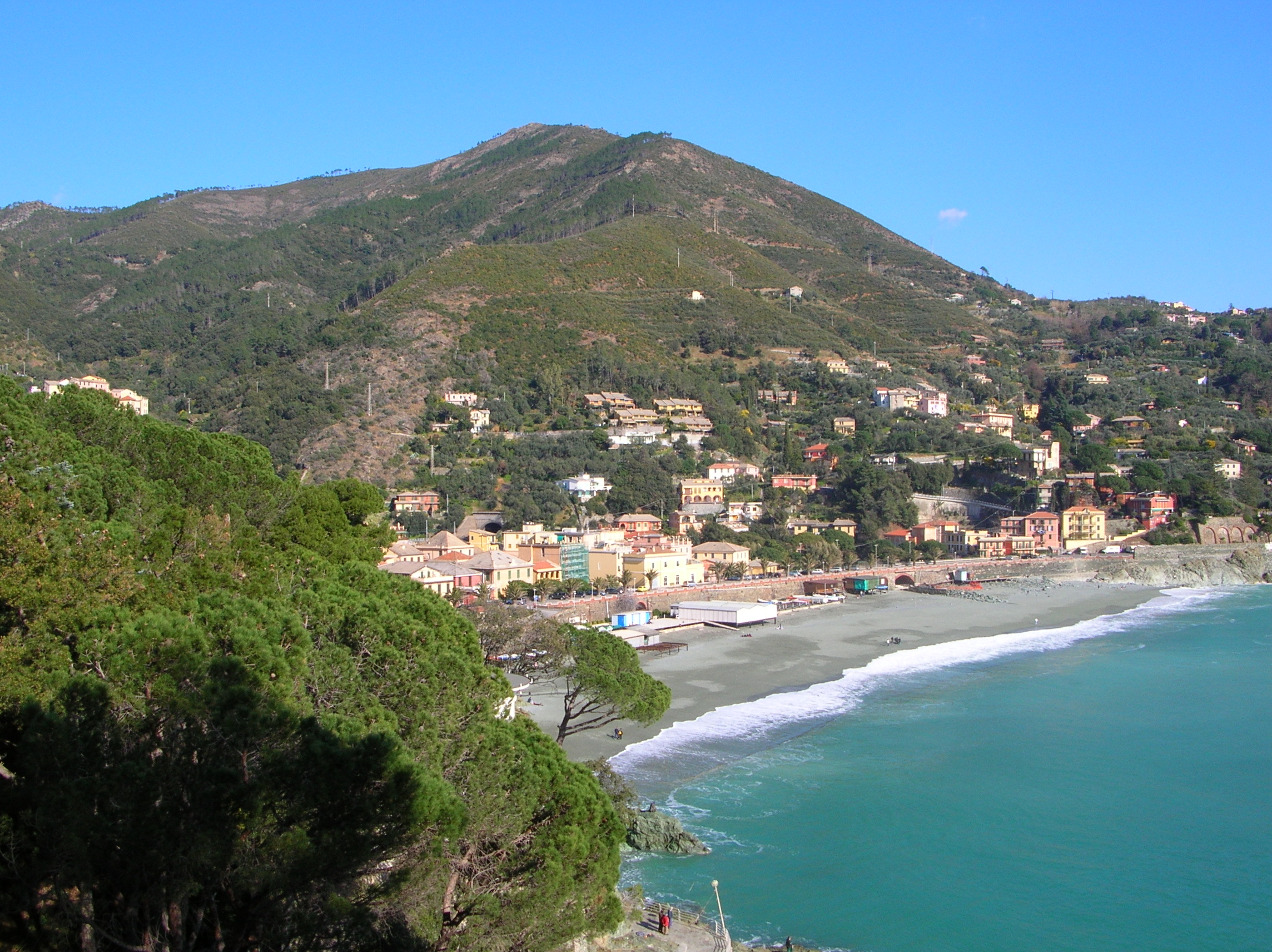
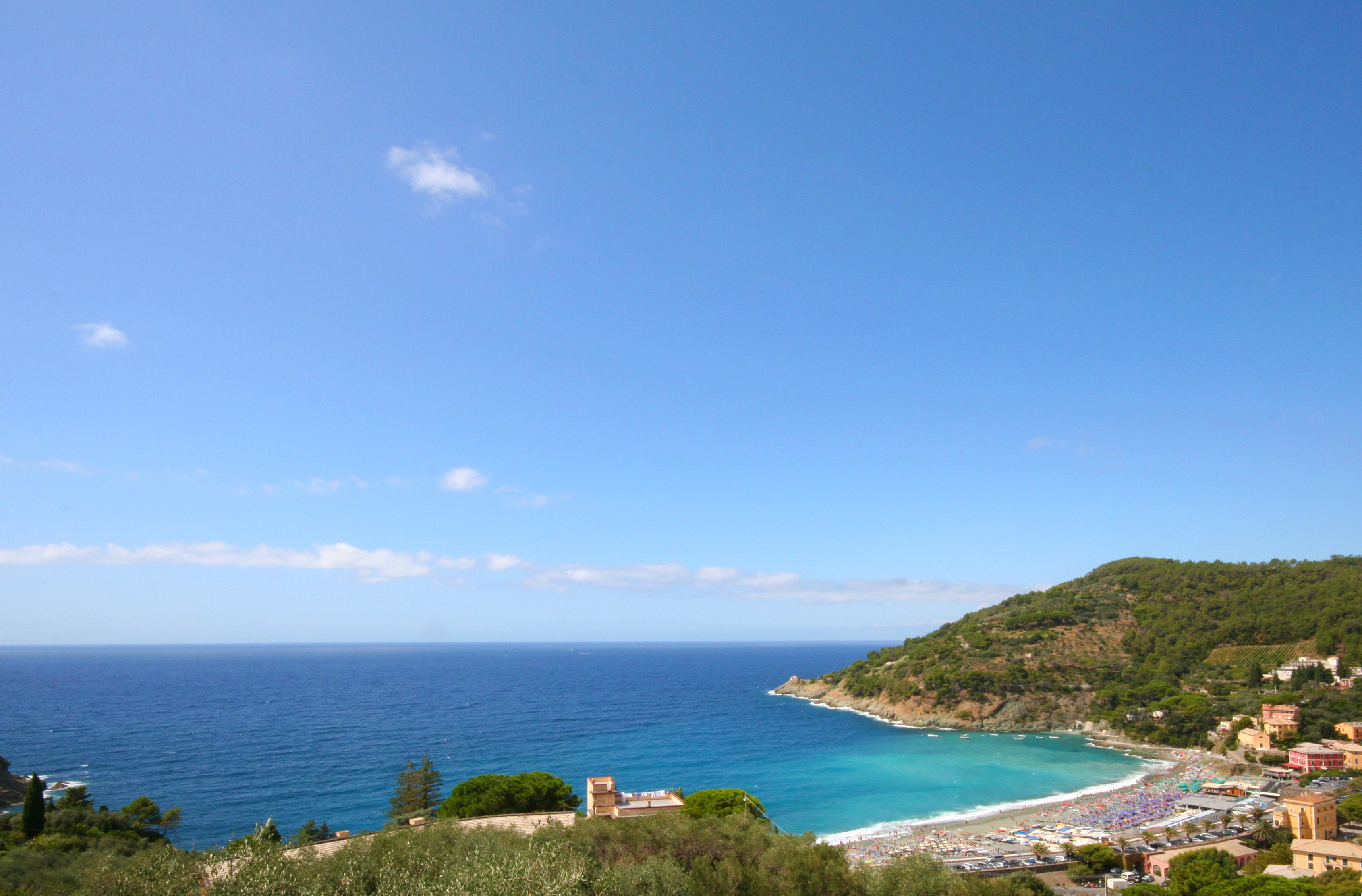
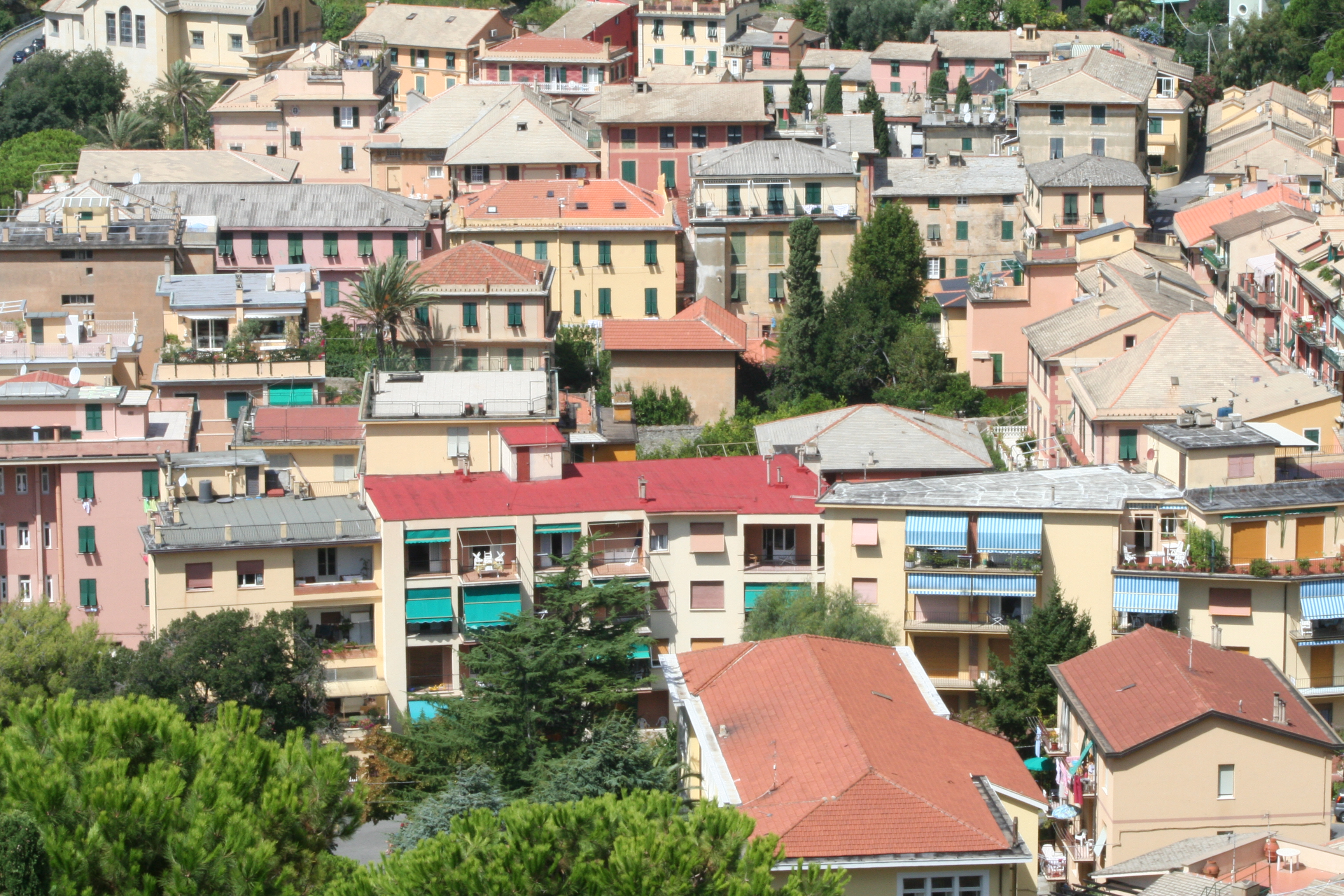
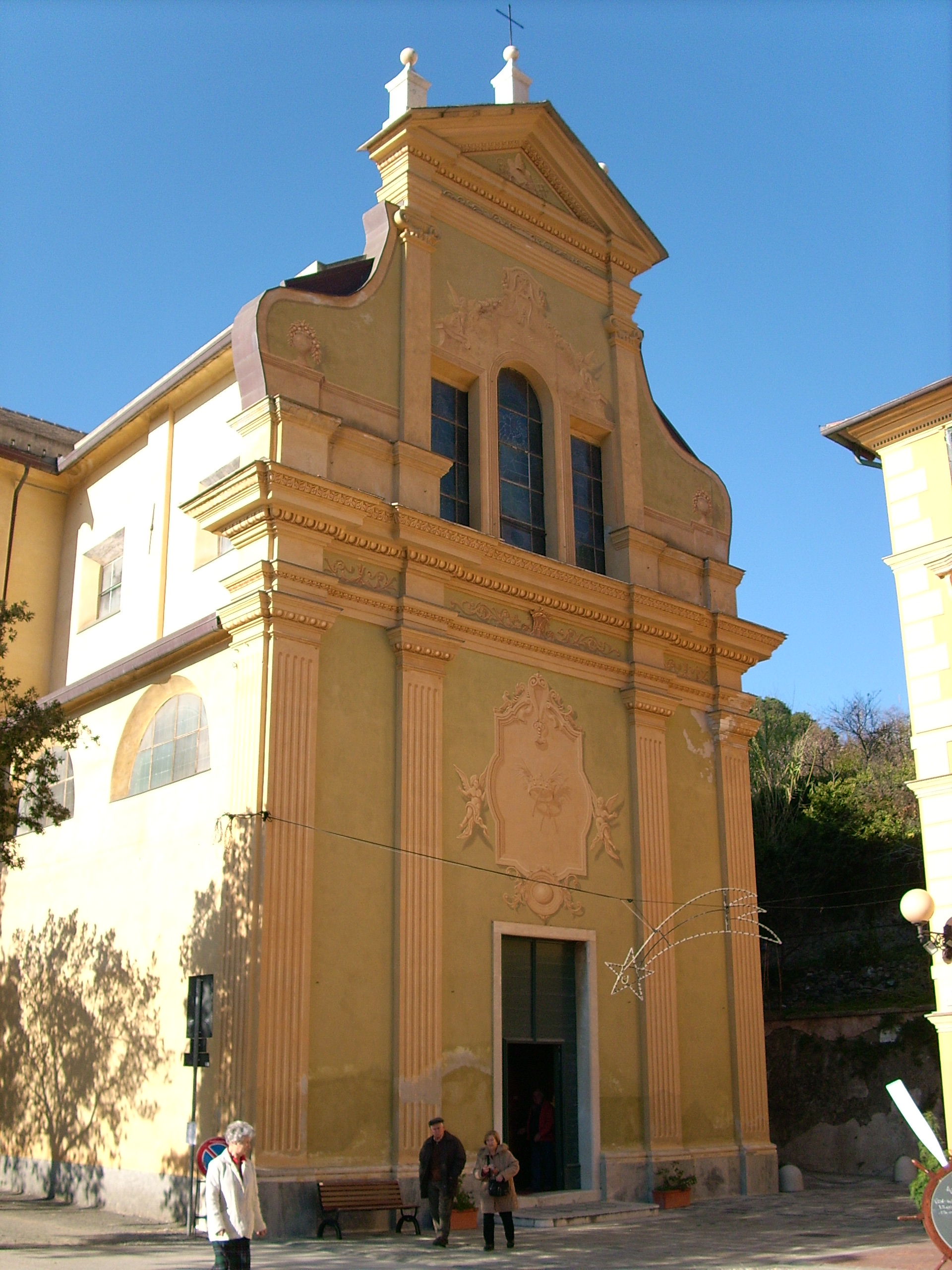
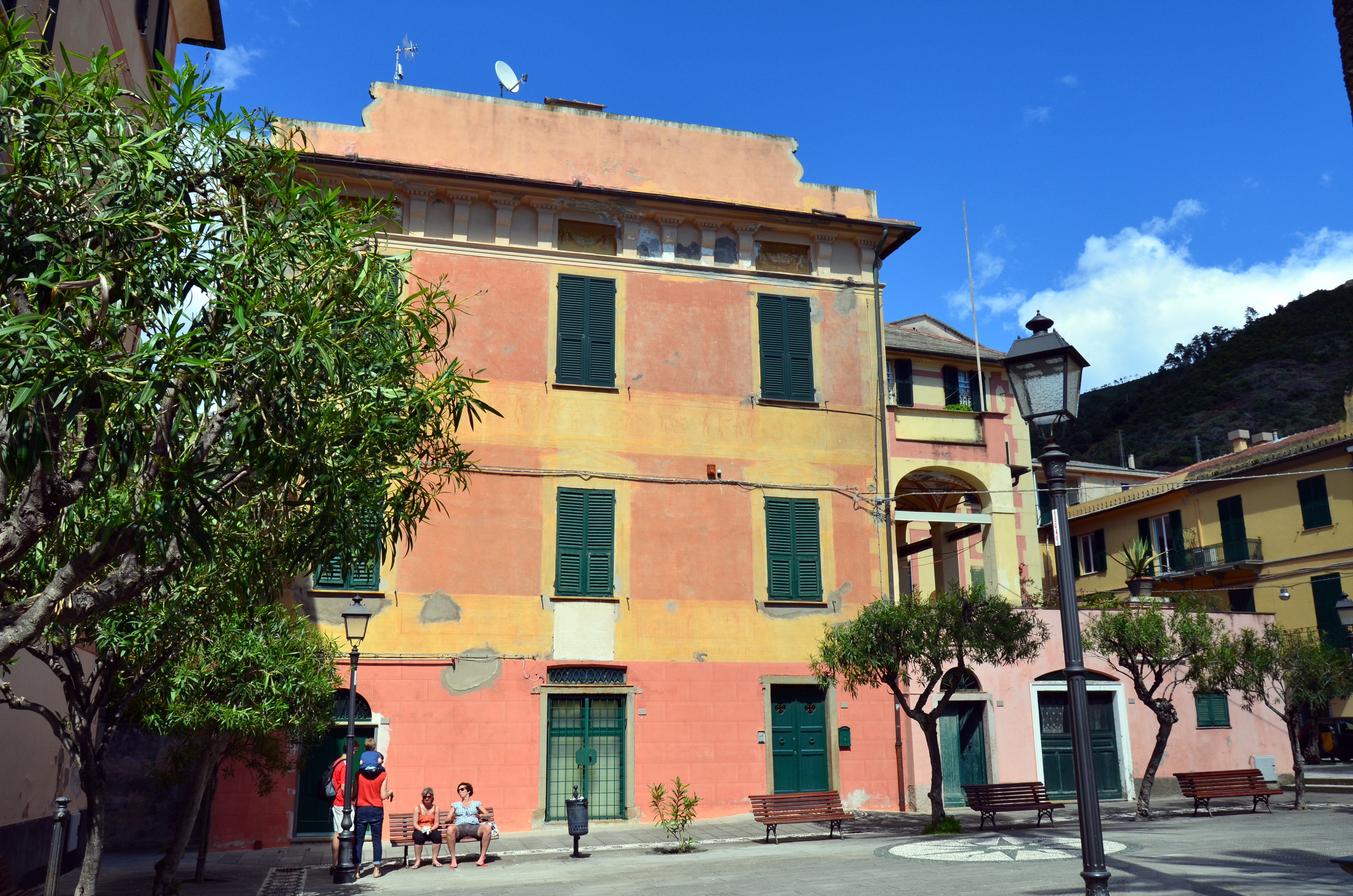
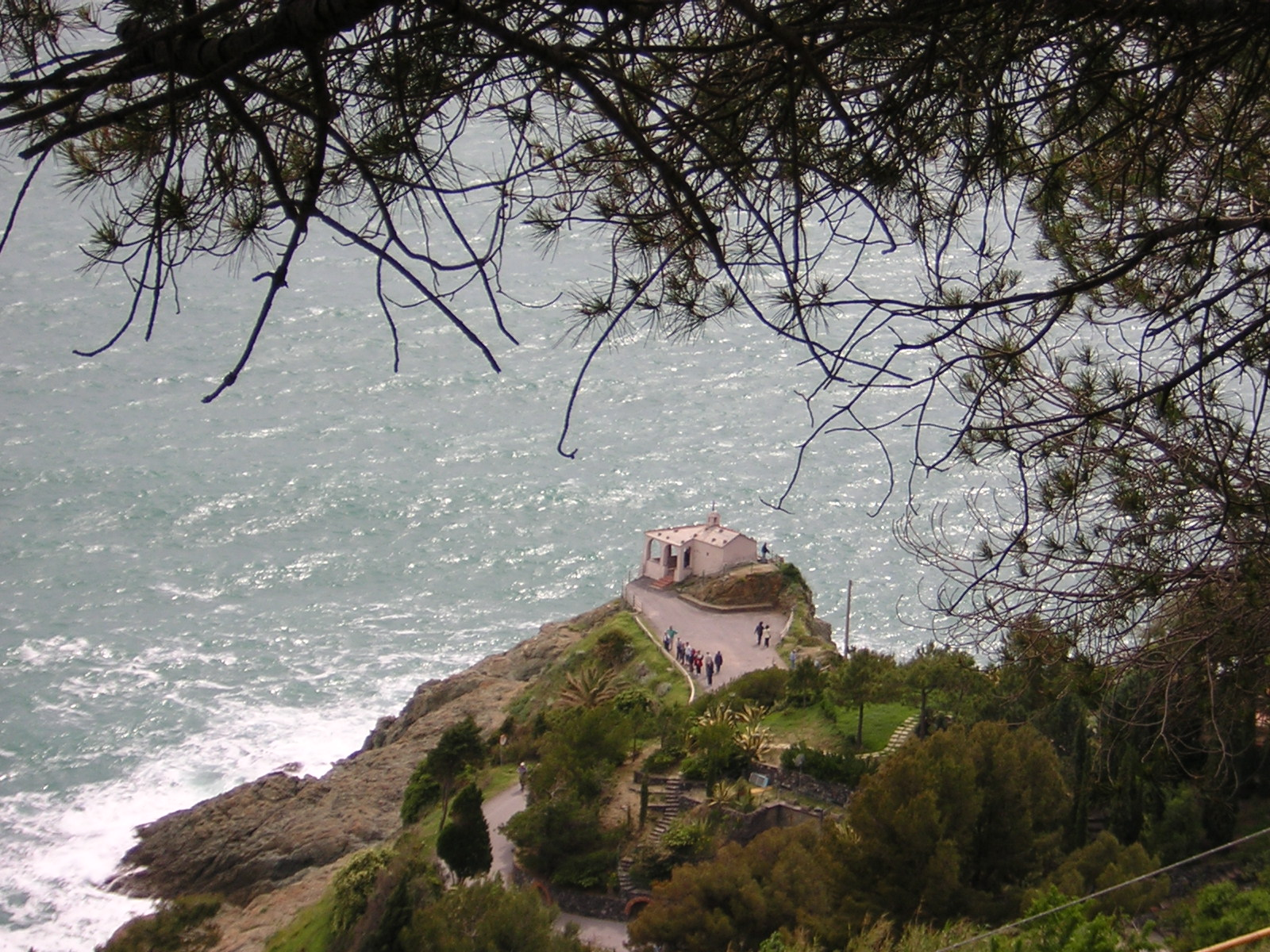
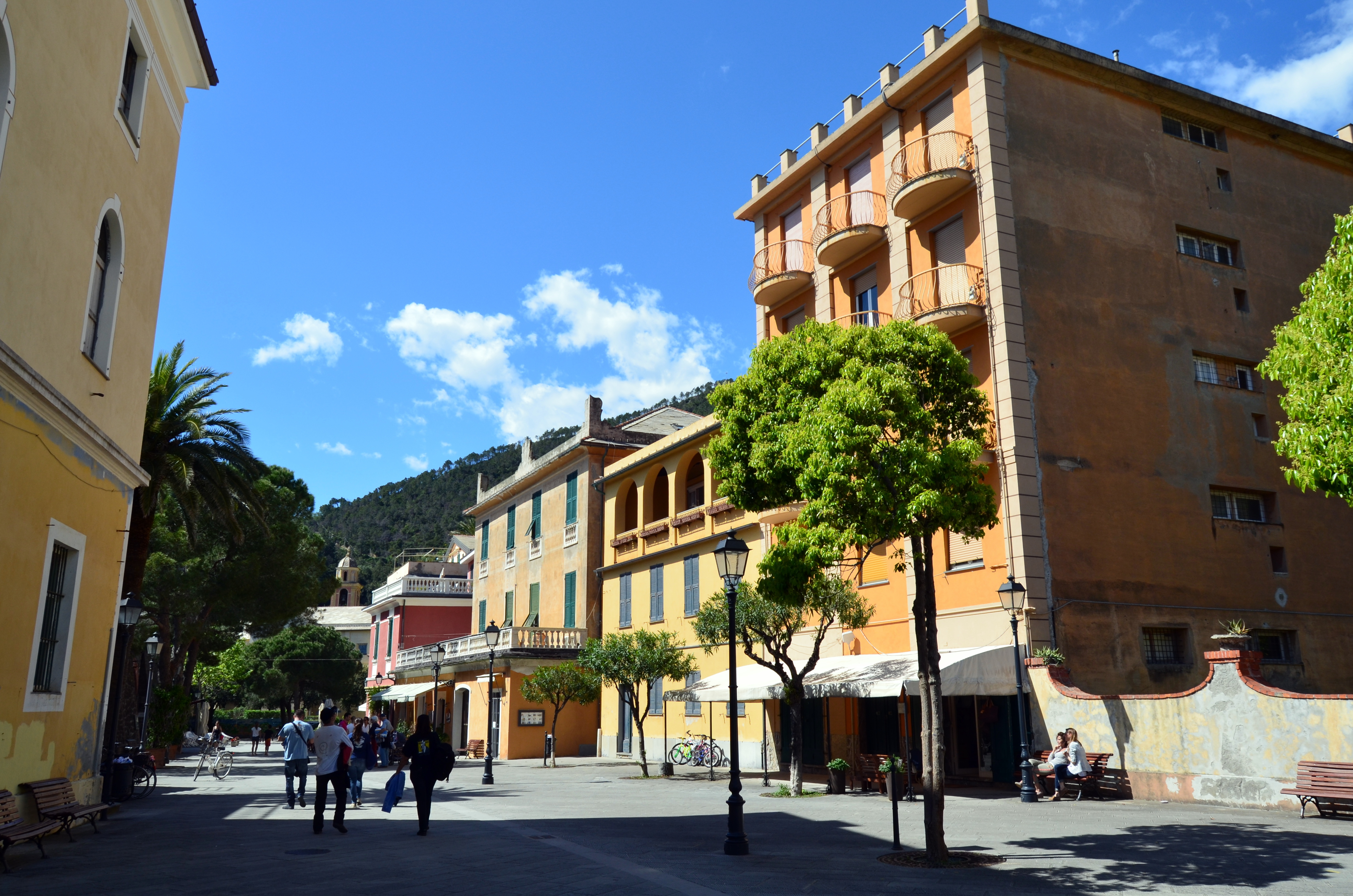
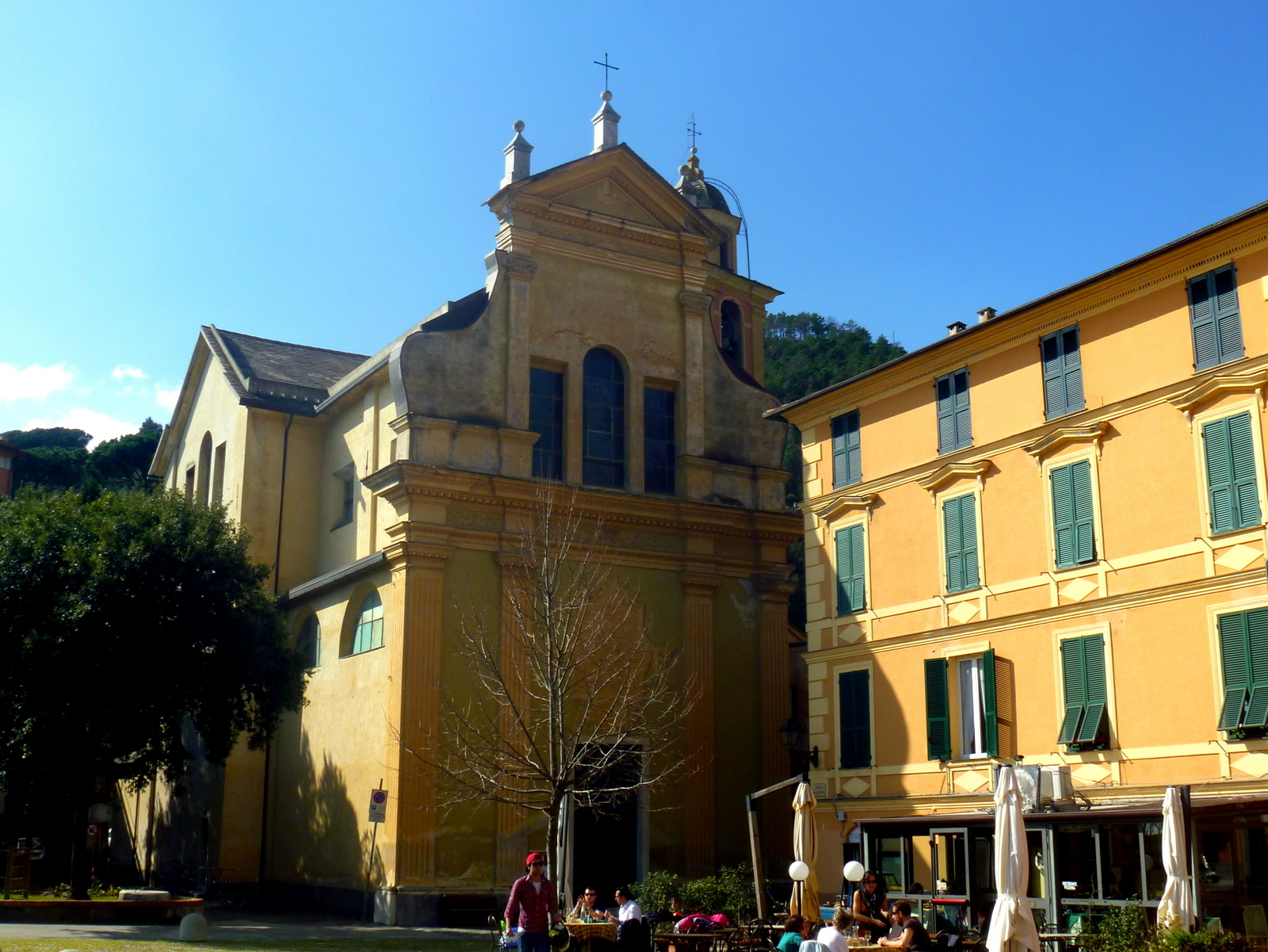